# Comuna Troianul, Teleorman
Troianul (în trecut, Belitori) este o comună în județul Teleorman, Muntenia, România, formată din satele Dulceni, Troianul (reședința) și Vatra.

## Informații turistice
Ocupația principală a locuitorilor este agricultura: culturi de viță de vie, prumb, grâu și floarea soarelui. În apropiere de satul reședință se află vestigiile vechiului drum roman Limes Transalutanus. La ieșirea din satul reședință spre municipiul Roșiorii de Vede se află pădurea Troianu, arie protejată ce cuprinde printre altele specii de bujor românesc, plantă pe cale de dispariție.

## Demografie
Componența etnică a comunei Troianul
     Români (90,8%)
     Romi (1,98%)
     Alte etnii (0%)
     Necunoscută (7,22%)
Componența confesională a comunei Troianul
     Ortodocși (89,6%)
     Adventiști (2,48%)
     Alte religii (0,29%)
     Necunoscută (7,63%)
Conform recensământului efectuat în 2021, populația comunei Troianul se ridică la 2.424 de locuitori, în scădere față de recensământul anterior din 2011, când fuseseră înregistrați 3.048 de locuitori. Majoritatea locuitorilor sunt români (90,8%), cu o minoritate de romi (1,98%), iar pentru 7,22% nu se cunoaște apartenența etnică. Din punct de vedere confesional, majoritatea locuitorilor sunt ortodocși (89,6%), cu o minoritate de adventiști (2,48%), iar pentru 7,63% nu se cunoaște apartenența confesională.

## Istorie
La sfârșitul secolului al XIX-lea, comuna purta numele de Belitori, făcea parte din plasa Târgului al județului Teleorman și era alcătuită din cătunele Adâncata, Belitori și Dulceni, cu o populație de 2454 de locuitori. În comună funcționa o școală mixtă frecventată de 155 de elevi și două biserici.
Anuarul Socec din 1925 consemnează comuna în plasa Roșiorii de Vede a aceluiași județ, având o populație de 4026 de locuitori.
În anul 1950, comunele au trecut în administrația raionului Roșiorii de Vede al regiunii Teleorman, raion care, doi ani mai târziu, a fost inclus în regiunea București. În timp, satul Adâncata este desființat, iar în anul 1964, comuna Belitori primește numele actual de Troianul.
În anul 1968, comuna a trecut la județul Teleorman, având actuala structură, iar pe teritoriul ei a luat naștere oficial și satul Vatra.

## Politică și administrație
Comuna Troianul este administrată de un primar și un consiliu local compus din 11 consilieri. Primarul, Ionel Neagu[*], de la Partidul Social Democrat, este în funcție din 2016. Începând cu alegerile locale din 2024, consiliul local are următoarea componență pe partide politice:
|  | Partid                             | Consilieri | Componența Consiliului | Componența Consiliului | Componența Consiliului | Componența Consiliului | Componența Consiliului |
|  | ---------------------------------- | ---------- | ---------------------- | ---------------------- | ---------------------- | ---------------------- | ---------------------- |
|  | Partidul Social Democrat           | 5          |                        |                        |                        |                        |                        |
|  | Partidul Mișcarea Populară         | 2          |                        |                        |                        |                        |                        |
|  | Partidul Mișcarea România Suverană | 2          |                        |                        |                        |                        |                        |
|  | Uniunea Salvați România            | 1          |                        |                        |                        |                        |                        |
|  | Coman Ionuț                        | 1          |                        |                        |                        |                        |                        |

## Persoane notabile
- Ion C. Pena (1911–1944), publicist, poet, epigramist și prozator.